# 31661 Eggebraaten
31661 Eggebraaten è un asteroide della fascia principale. Scoperto nel 1999, presenta un'orbita caratterizzata da un semiasse maggiore pari a 2,4257890 au e da un'eccentricità di 0,1073903, inclinata di 4,74142° rispetto all'eclittica.
L'asteroide è dedicato allo studente statunitense Andrew John Eggebraaten.